# Roulez jeunesse !
Pour les articles homonymes, voir Roulez jeunesse.
Pour plus de détails, voir Fiche technique et Distribution.
Roulez jeunesse ! est un film français réalisé par Jacques Fansten et sorti en 1993.

## Synopsis
Deux voyous se réfugient dans une maison de retraite après un braquage raté. Ils sont mis en prison, mais deux retraités, Jean et Michel, se sont pris d'affection pour eux et persuadent les pensionnaires de leur venir en aide.

## Fiche technique
- Titre : Roulez jeunesse !
- Réalisation, scénario  : Jacques Fansten
- Producteur : Ludi Boeken, Jacques Fansten
- Image : Jean-François Robin
- Montage : André Chaudagne
- Musique : Jean-Marie Sénia
- Lieu de tournage : Bagnols-Sur-Cèze (Gard)
- Durée  : 116 minutes
- Genre : comédie
- Date de sortie : 
  - France : 28 avril 1993

## Distribution
- Jean Carmet : Michel
- Daniel Gélin : Jean Moulinier
- Blanchette Brunoy : Marie
- Grégoire Colin : Julien
- Youssef Diawara : Manu
- Sarah Bertrand : Pilou
- Jacques Bonnaffé : Bertrand
- Christine Murillo : Agnès
- Maurice Baquet : François
- Madeleine Barbulée : Lise
- Gisèle Casadesus : Bernadette
- Louba Guertchikoff : Jeanne
- Jany Holt : Sarah
- Dominique Marcas : Jacqueline
- Chrystelle Labaude : Betty
- Artus de Penguern : Lionel
- Lucien Pascal : L'otage
- Véronique Delestaing : L'infirmière
- Dimitri Jourde : Jérôme
- Aurélia Petit : Nathalie
- Dominique Ratonnat : Le brigadier
- Luc Morineau : Le deuxième gendarme
- Gérard Croce : L'éducateur
- Richard Guedj : Le père de Julien
- Daniel Villanova : Le gardien usine
- Cyril de Fayard : Policier de Goudargues
- Roseline Villaumé : Mère Manu